# Monestir de Kuştul
El Monestir de Kuştul (en turc: Kuştul Manastiri; en grec: Ιερά Μονή του Αγίου Γεωργίου Περιστερεώτα, literalment «Monestir de Sant Jordi Peristereota») és a prop del poble de Şimşirli, districte de Maçka, província de Trebisonda (Turquia).
Fundat l'any 752 a 30 km al sud-est de Trebisonda, finalment es va tancar el 17 de gener de 1923, quan els monjos, juntament amb altres grecs, van ser expulsats a Grècia. El 16 de juny de 1978 es va inaugurar un monestir amb el mateix nom en Naousa, Imathia (Grècia), a on estan enterrats els monjos del Monestir de Kuştul.
Durant el seu apogeu el monestir constava de 187 cel·les i una gran biblioteca que albergava més de 7.000 volums d'obres. Actualment, el monestir està abandonat i només sobreviu la base de l'església.

## Història
El nom grec del monestir és Sant Jordi Peristereotas. El nom es deriva de la paraula grega «περιστέρι, peristeri» (colom). La llegenda explica que un estol de coloms van descendir als boscos de Sourmena i van guiar a tres monjos que portaven la icona de Sant Jordi fins al lloc on va ser construït el monestir.
Al 1203 i després de 450 anys d'ús continu, el monestir va quedar despoblat i durant dos segles cap monjo va viure dins d'ell. Al 1398, l'emperador de Trebisonda, Manuel III Comnè, va concedir el permís per tornar a obrir el monestir. En 1462, el monestir va ser destruït en part, quan els lladres i saquejadors van robar moltes de les seves relíquies. També es van perdre moltes de les seves possessions en els incendis de 1483. Al 1501, el monestir va ser posat sota la jurisdicció immediata (stauropègic) del Patriarca Ecumènic de Constantinoble, i així va romandre fins al seu abandó. Es va restaurar després d'un incendi en 1906. El monestir va ser despoblat de nou després de l'intercanvi de poblacions entre Grècia i Turquia, entre 1922 i 1923.